# Grewia macropetala
Grewia macropetala är en malvaväxtart som beskrevs av Karl Ewald Maximilian Burret. Grewia macropetala ingår i släktet Grewia och familjen malvaväxter. Inga underarter finns listade i Catalogue of Life.